# いじわる My Master
『いじわる My Master』（いじわる まい ますたー）は2008年3月28日にシュガービーンズから発売された女性向け18禁アドベンチャーゲーム。

## 概要
乙女ゲームとしては珍しいメイド物であると同時に、『Love☆Drops 〜みらくる同居物語〜』、『Under The Moon』に続く、シュガービーンズの魔界三部作の完結編となっている。また出演の声優も18禁乙女ゲームでは珍しく裏名（源氏名）ではなく業界芸名での出演が多い。

## あらすじ
主人公・桜上水くるみは学校からの帰宅途中、突如の突風により魔界へ飛ばされてしまう。そこで謎の青年に捕まり、珍しい生き物として売られることに…。そんな彼女を買いたいという人物が現れた。売られた先でお手伝いとして過ごすくるみ。主人との間に芽生えるものは…？

## 登場人物
桜上水 くるみ（さくらじょうすい - ）
声：夏野こおり
主人公（名前変換は可能）。身長156cm。2月24日生まれ。O型。おとなしい性格だが物事への執着心が薄く事なかれ主義。学校でも友達といるより一人でいた方が気楽だと思っている。『不可能』という花言葉を持つ青い薔薇の花に憧れている。スタイルが良い。料理などの家事全般を得意とする。スポーツは苦手。
レオン
声：寺島拓篤
大きな城に住む領主。24歳。身長185cm。性格は俺様で我侭で自分勝手。くるみに対しても傍若無人に振舞うが、くるみが悲しむと慰め、表には出さないがちゃんと自分の非を認める一面も持っている。以前は次期魔王候補とも言われる位の魔力の持ち主だったが、今はある事情のため人と関わらず、城の中に閉じこもっている。
デルタ
声：大川透
魔法が当たり前の魔界で科学の研究をしている変わり者。身長182cm。からくりで動くロボットを発明するのが夢。科学のことになると食事や睡眠も忘れて研究に没頭してしまう。魔力を持たない人間であるくるみを心を持った人形と勘違いしている。くるみが魔界で初めて作った料理、スクランブルエッグがお気に入り。
城崎 焔（しろさき ほむら）
声：平川大輔
くるみの学校の後輩。身長173cm。くるみより年下だが、落ち着いた雰囲気で大人っぽく、女の子からの人気も高い。おとなしいくるみに自分から声を掛け、友達になった。くるみに好意を寄せている。
リュカ
声：浜田賢二
森の奥に住む青年。身長188cm。くるみが魔界に来て初めて会い、くるみを市場に売り飛ばした張本人。優しくぼんやりとした性格。正体はインキュバスで、昼夜での性格が違い、夜になると昼間ののんびりした雰囲気とはうって変わって、女の子の扱いになれた余裕ある性格となる。
アインス
声：岸尾だいすけ
レオンの使い魔のような役割を持つ竜の一族の青年。レオンの相手に戸惑うくるみの良き理解者。大らかで優しい性格だが、微笑んだまま毒を吐いたりと少々腹黒い。本心を誰かに見せる事はあまりない。
エヴァンス
声：小野大輔
デルタの助手。身長170cm。人間でいうと20歳ぐらい。デルタを尊敬しているが、実はデルタの研究所と犬猿の仲の魔術研究所の息子。本人の魔力はとても強い。明るくやんちゃな性格で、くるみの事が大好き。しかし、自分の気持ちに素直な反面、相手の気持ちを組めず、更に自分の思い通りにならないと壊してしまうという典型的なヤンデレキャラ。
フランツ
声：平川大輔
リュカと共に暮らしていた少年。焔と瓜二つの容姿だが片目を眼帯で隠している。何故かくるみに憎しみに近い感情を持ち、辛辣な言葉を吐いたり暴行を加えたりする。
ナタリー
声：吉田愛理
元レオンの婚約者。レオンが城に閉じこもった後、婚約を解消して出て行ったが、まだレオンの事が忘れられないらしい。物凄いナイスバディだが性格はかなり悪い。
少女
声：風音
くるみが魔界で出会う少女。
ロボ
声：町田あみ、西田雅一、三嶋ワタル、井口わか、東かりん、あるるかん
デルタが作ったロボット。

## スタッフ
- 企画・原案・ディレクター・シナリオ：ひよ
- シナリオアシスト：ひなちよ、錆縞亭猫丸
- 原画・キャラクターデザイン：東条さかな

## 主題歌
オープニングテーマ『愛の詩』
作詞・作曲：あるるかん、歌：レオン（寺島拓篤）
エンディングテーマ『僕のとなりにあるしあわせ』
作詞・作曲：あるるかん、歌：リュカ（浜田賢二）

## 関連商品
CD
- いじわる My Master 主題歌マキシシングル 「愛の歌/僕のとなりにあるしあわせ」
  - 2008年6月26日発売、L.Field（LadyBug Field）
- いじわる My Master ドラマCD 「いつか巡り合うために」
  - 2008年8月29日発売、L.Field（LadyBug Field）
- いじわる My Master レオンキャラクターソング&ミニドラマ マキシシングル
  - 2008年8月29日発売、L.Field（LadyBug Field）
- いじわる My Master フランツキャラクターソング&ミニドラマ マキシシングル
  - 2009年1月30日発売、L.Field（LadyBug Field）

書籍
- BlueRose いじわるMyMaster 公式ビジュアルブック 
  - 2008年7月30日発売、宙出版